# 아시아고지대땃쥐
아시아고지대땃쥐(Suncus montanus)는 땃쥐과에 속하는 흰이땃쥐류의 일종이다. 인도와 스리랑카에서 발견된다. 자연서식지는 아열대 또는 열대 기후 지역의 건조림이다. 서식지 감소로 멸종 위협을 받고 있다.